# Flemming Krøll
Flemming Krøll (født 18. november 1954) er en dansk skuespiller, sanger, revydirektør og entertainer.
Han blev kendt fra Musikalske venner på DR-TV i 1973 og debuterede med en lp året efter. Flemming Krøll har bl.a. været tilknyttet Amagerscenen, ABC-Teatret, Gentoftescenen , Det Ny Teater og Folketeatret som skuespiller. Fra 1985 har han stået i spidsen for flere revyer; først Nykøbing F. Revyen, fra 1995 Rottefælden i Svendborg og fra 1999 atter Nykøbing F. Revyen, hvor han i 2014 havde han 25 års jubilæum. I 2010 opretter Flemming Krøll DK Turné-Teater sammen med Flemming Jensen og Leif Maibom. De senere år har han desuden lagt stemme til flere animationsfilm som Rejsen til Saturn. Han trak sig i 2019 tilbage som revydirektør.
Han modtog årets Thorleif, der uddeles af Sønderborg Sommer Revy, i 2008.
Flemming Krøll har været frimurer. Han meldte sig ind i foreningen Den Danske Frimurerorden den 9. november 1990. Efter at have været medlem i en årrække meldte han sig ud.

## Filmografi
- Rejsen til Saturn (2008)
- Ratatouille (2007)
- Toy Story 3 (2010)